# Риццоли и Айлс
«Ри́ццоли и Айлс» (англ. Rizzoli & Isles) — американский детективный телесериал, основанный на серии книг Тесс Герритсен. Главные героини — детектив бостонского отдела убийств Джейн Риццоли и патологоанатом Мора Айлс. Премьера состоялась 12 июля 2010 на канале TNT. 7 января 2016 года канал объявил о завершении шоу после седьмого сезона (13 серии).
В эфире ТВ-3 выходит под названием «Напарницы».

## Сюжет
Местом действия данного криминального сериала является город Бостон. Главные действующие персонажи — Джейн Риццоли и Мора Айлс. Обе героини очень увлечены своей работой, талантливы и являются профи в своей профессии. Каждая серия представляет собой расследование одного убийства или серии убийств, произошедших в Бостоне. Этими делами занимается Джейн Риццоли (детектив убойного отдела Бостона), её напарник Барри Фрост и её бывший (и нынешний) напарник Винсент Корсак. В отличие от прочих детективных сериалов, здесь большое внимание уделяется внерабочей жизни героев, в частности — дружбе между Риццоли и Айлс, а также всей семьи Риццоли. Джейн в дальнейшем начинает работать со своим младшим братом Фрэнки Риццоли-младшим, который пошёл по стопам сестры и тоже после патрульного полицейского стал в итоге детективом убойного отдела Бостона.

## Персонажи
- Джейн Риццоли (Энджи Хармон) — самый молодой полицейский Бостона, получивший звание детектива. Родом из семьи итальянских эмигрантов, отец — водопроводчик, мать — домохозяйка. Училась в полицейской школе, работала в отделе наркотиков до перевода в отдел убийств. Любит командные виды спорта: бейсбол, футбол, баскетбол. Решительна, вспыльчива, язвительна, саркастична, но при этом за друзей отдаст жизнь. Обладает отличным чувством юмора и справедлива. Работа и семья её главные приоритеты, поэтому на личную жизнь совсем не остаётся времени.
- Мора Айлс (Саша Александр) — судмедэксперт, лучший патологоанатом Бостона, лучшая подруга Джейн. Воспитывалась приемными родителями, отец — профессор, мать — аристократка. О своих настоящих родителях узнает во время одного из расследований. Училась во французской школе-интернате, окончила Бостонский Кембриджский университет. Занималась фехтованием и балетом. Становится членом семьи Риццоли. Социопат, зануда, «ходячая энциклопедия». Не любит делать предположений в ходе расследования. Со времени знакомства и работы с Джейн Риццоли «оживает» и становится более общительной. Знает ответы на почти все вопросы в разных сферах. Гений своего дела, очень любит свою работу.
- Винсент Корсак (Брюс МакГилл) — первый напарник Джейн. Один из старейших сотрудников отдела. Его опыт и знание старых дел неоднократно помогали в расследованиях. В конце первого сезона получает звание сержанта. Известен своей любовью к животным, особенно бездомным. Был трижды женат. Ревнует Джейн к новому напарнику. Относится к Джейн как к дочери, всегда старается опекать её и защищать. Не уходит на пенсию именно из-за Джейн. В дальнейшем открывает бар, где «тусуются» все герои и полицейские отдела.
- Барри Фрост (Ли Томпсон Янг) — молодой полицейский, недавно переведённый в отдел убийств. Становится объектом насмешек для отдела из-за того, что его тошнит при виде трупов. Обладает талантами хакера, хорошо разбирается в электронике. У него была девушка, бариста из кафе, с которой он встречался, но ей пришлось уехать, так как она получила работу. В том, что она уехала, косвенно была виновата Мора, и Барри винил её в этом некоторое время. В конце четвёртого сезона уезжает в отпуск к матери в Сан-Диего, в начале пятого сезона, возвращаясь из отпуска, погибает в аварии.
- Франческо (Фрэнки) Риццоли-младший (Джордан Бриджес) — младший брат Джейн, офицер полиции. Гордится сестрой и старается ей подражать. Готовится к экзамену на детектива.
- Шон Кавана (Брайан Гудман) — лейтенант отдела по расследованию убийств бостонского полицейского управления. Старый друг Корсака. Потерял жену и ребёнка в пожаре, устроенном Пэдди Дойлом. Стоит горой за своих коллег. Одно время встречается с Анджелой Риццоли.
- Нина Холидей (Идара Виктор en:Idara Victor) — стала новым членом отдела убийств. Обладает способностями превосходного хакера. В конце сериала обручилась с Фрэнки.
- Томми Риццоли (Игглсфилд, Колин) — другой брат Джейн, который все время попадает в неприятности. Ранее он сбил священника во время вождения в нетрезвом виде, из-за чего попал в тюрьму. Когда его выпускают, он начинает жить с начала. Позже он переспал с девушкой Лидией, которая также позже была девушкой его отца. Лидия оказалась беременна от Томми и родила ему сына Томми-младшего.
- Анджела Риццоли (Лоррейн Бракко) — мать Джейн и Фрэнки. Домохозяйка, никогда не имела постоянной работы, потому что всю себя отдала семье (мужу и детям). Очень волнуется за Джейн, которая выбрала себе такую опасную работу и так же переживает за Фрэнки-младшего, который тоже стал полицейским. Всегда «сует свой нос» в дела детей, и от неё ничего нельзя скрыть. Часто говорит «мама всё знает». Считает своим главным умением воспитание детей. Хорошо готовит. После развода с мужем поселилась в гостевом домике Моры и учится жить для себя. Фрэнки устроил её на работу в кафе в здании управления полиции Бостона. После ухода из кафе устроилась в бар, который открыл Корсак, и работает там до окончания сериала, параллельно устраивая свою личную жизнь.
- Чарльз Хойт (Майкл Масси) — основной отрицательный персонаж сериала. Серийный убийца. Учился в медицинском колледже, но был исключён за некрофилию. Имеет прозвище «Хирург», поскольку перерезает жертвам горло скальпелем. Нападает на семейные пары, обездвиживает мужа электрошоком и заставляет смотреть на изнасилование жены, после чего убивает мужа, а жену забирает с собой и некоторое время держит в подвале, прежде чем убить. Одна из таких женщин влюбляется в него и становится его помощницей. Джейн неосмотрительно пыталась поймать его сама, в результате чего пострадала — Хойт пригвоздил её руки скальпелями к полу и едва не убил, её спас вовремя появившийся Корсак. С тех пор Риццоли стала для Хойта навязчивой идеей. Через год после суда Хойт сбегает из тюрьмы и с помощью своего ученика, тоже маньяка, пытается убить Джейн. Но ей удается посадить его второй раз. В тюрьме заболел раком поджелудочной железы. Перед смертью ещё раз покушается на жизнь Джейн. Был убит Джейн в четвёртом сезоне.
- Сюзи Чанг (Тина Хуанг) — старший специалист лаборатории, помощник главного судмедэксперта Моры Айлс, так же скрупулёзно относящаяся к своей работе. В середине шестого сезона становится жертвой преступника.
- Кент Дрейк (Адам Синклер) — помощник главного судмедэксперта Моры Айлс, истинный шотландец с чувством юмора, над которым потешается Джейн. Становится частью команды. Иногда становится «голосом разума» для Моры Айлс.

## Рейтинги
Премьера сериала состоялась 12 июля 2010 года сразу после премьеры шестого сезона сериала «Ищейка» и привлекла 7,55 млн зрителей.
Шоу примечательно тем, что установило рейтинговый рекорд в истории базового кабельного телевидения, став самым просматриваемым сериалом в истории и вторым по рейтинговым успехам в целом после премьеры сериала «Адвокатская практика» в 2008 году. С учётом просмотров записей на DVR общая аудитория превысила 9 млн.
Первую серию третьего сезона посмотрело 5,6 млн зрителей.

## Список эпизодов
| Сезон | Сезон | Эпизоды | Оригинальная дата показа | Оригинальная дата показа |
| Сезон | Сезон | Эпизоды | Премьера сезона          | Финал сезона             |
| ----- | ----- | ------- | ------------------------ | ------------------------ |
|       | 1     | 10      | 12 июля 2010             | 13 сентября 2010         |
|       | 2     | 15      | 11 июля 2011             | 26 декабря 2011          |
|       | 3     | 15      | 5 июня 2012              | 25 декабря 2012          |
|       | 4     | 16      | 25 июня 2013             | 18 марта 2014            |
|       | 5     | 18      | 17 июня 2014             | 17 марта 2015            |
|       | 6     | 18      | 16 июня 2015             | 15 марта 2016            |
|       | 7     | 13      | 6 июня 2016              | 5 сентября 2016          |